# La nave dei leoni
La nave dei leoni è un  cortometraggio muto italiano del 1912 diretto da Luigi Maggi.

## Trama
Un brigantino sta trasportando dall'Africa alcuni leoni destinati a uno zoo in Europa, tenuti sotto controllo dalla domatrice Jeannette. Durante la navigazione la ragazza deve difendersi dagli assalti di Johnson, un losco impresario che l'ha scritturata e vorrebbe abusarne, ma gradisce le attenzioni di Jack, il capitano della nave. I due diventano amanti e Johnson, accecato dalla gelosia, vuole vendicarsi. Scoperto nella stiva un carico di oro clandestino approfitta dell'avidità dei marinai e li spinge all'ammutinamento. Jack e Jeannette si rifugiano quindi nella stiva, al riparo dall'assedio degli ammutinati. Per liberarsi Jack ha l'idea di appiccare il fuoco all'entrata del boccaporto e attraverso un portello riesce a raggiungere con Jeannette una scialuppa di salvataggio dopo aver liberato i leoni dalle loro gabbie. Intrappolati tra fuoco e animali i ribelli non hanno scampo.

## Critica
(La Vita Cinematografica, Torino. N. 14 del 30 luglio 1912)